# Minettia punctiventris
Minettia punctiventris är en tvåvingeart som först beskrevs av Camillo Rondani 1868.  Minettia punctiventris ingår i släktet Minettia och familjen lövflugor. Inga underarter finns listade i Catalogue of Life.